# Peter Riese (Komponist)

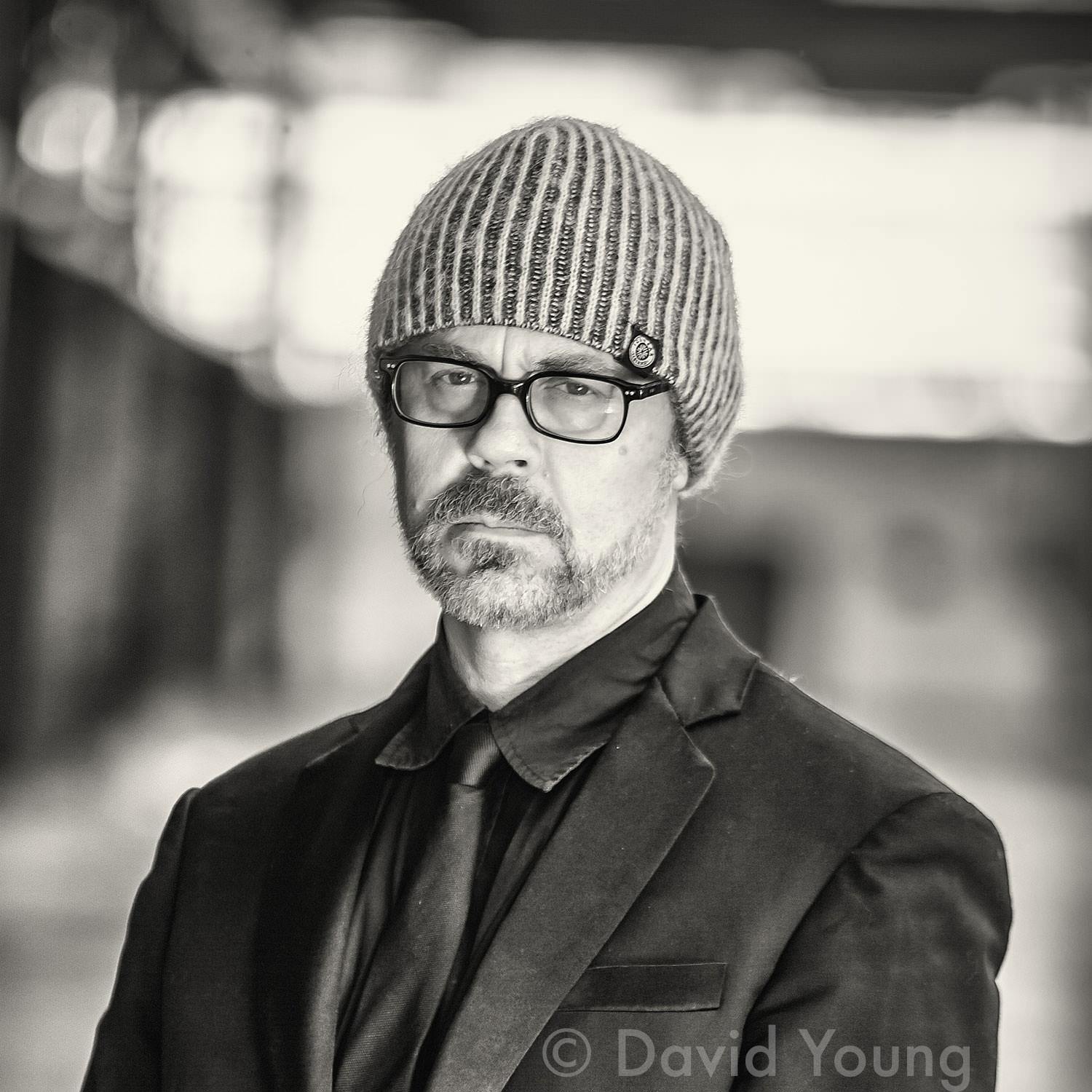
Peter Riese (2018)

Peter Riese (* 19. Januar 1968 in Düsseldorf) ist ein deutscher Musiker, Produzent und Fotograf.

## Leben
Peter Riese bekam seit dem achten Lebensjahr eine klassische Ausbildung am Klavier. Es folgten Ausbildungen in Kompositionslehre und Gitarre. Im Jahr 1986  erhielt er einen Produzentenvertrag von der Klangwerkstatt Düsseldorf. 1989 gründete er das Tone Department, eine Musikproduktion mit Schwerpunkt Werbung. Parallel produzierte er stetig Platten für diverse Label (N.e.x.t. music, Tone Department Records, Ratten Platten), arbeitet als Toningenieur in diversen Studios (Skyline, Hammertone, T.h.e. Sound und viele mehr) und bekam in folge seiner schreibenden Tätigkeit einen Verlagsvertrag mit Warner Chappell. 1994 gründete er mit drei weiteren Studiobesitzern das Label N.E.X.T Music das den Schwerpunkt Hardrock und Jazz (Unter anderem Platten mit Axel Fischbacher, Danny Gottlieb) bediente. Dort war er als Geschäftsführer und Produzent tätig. In diesem Zusammenhang fing er auch an als Fotograf für die Vertragskünstler zu arbeiten. Später führte er diese Tätigkeit als Portrait- und Konzertfotograf fort.
Außerdem spielt er in der Band Porno Al Forno.

## Als Produzent
- Titelmusik für die RTL2-Seifenoper Alle zusammen – jeder für sich unter dem Namen „Peter Giant“ -Come Together-
- Titel komponiert für „Richie“ und für Bastiaan (Caught in the Act)

## Veröffentlichungen
- 1991 CD-Veröffentlichung „Peter Giant - the fictitious life of...“ und anschließendem Verlagsvertrag mit Peekline/Warner Chappell
- 1992  8 Songs für Jim Henson Produktion - „The secret life of toys“
- 1993 CD-Veröffentlichung „Collected Works“
- 1994 mit der Band Radio Giant für die Internationale Automobil-Ausstellung für Volkswagen
- 2011 - CD „Riese & Schubert“
- 2022 - LP „Riese - lässt los“
- 2024 - LP „Christmas Shots“ von Porno Al Forno & Massendefekt

| Personendaten    | Personendaten                             |
| ---------------- | ----------------------------------------- |
| NAME             | Riese, Peter                              |
| KURZBESCHREIBUNG | deutscher Musiker, Produzent und Fotograf |
| GEBURTSDATUM     | 19. Januar 1968                           |
| GEBURTSORT       | Düsseldorf                                |